# 39 сходинок
«39 сходинок» (англ. «39 Steps») — кінострічка Альфреда Гічкока, знята в 1935. Екранізація однойменного роману Джона Бакена, написаного в 1915 році. Знаходиться в суспільному надбанні.

## Сюжет
Головний герой фільму — канадець Річард Ганней (Роберт Донат) приїжджає до Англії, там його звинувачують у вбивстві дівчини Аннабелли. З нею він познайомився незадовго до цього, і вона була вбита в його номері. Дівчина виявляється секретним агентом. Від неї Ганней дізнається про таємницю «39 сходинок» і подорожує по Британії, прагнучи розгадати її і запобігти витоку важливих відомостей за кордон.
Людина, до якої він звертається за допомогою, виявляється тим самим шпигуном, від зустрічі з яким Аннабелла застерігала Ганнея. Герою дивом вдається втекти. Тепер на нього полює не лише поліція, а й німецькі шпигуни.

## У ролях
- Роберт Донат — Річард Ганней
- Медлін Керол — Памела
- Люсі Маннгайм — Аннабелла
- Годфрі Тірлім — проф. Джордан
- Пеггі Ашкрофт — Маргарет
- Джон Лорі — Джон
- Вайлі Вотсон — містер Меморі
- Хелен Хейі — місіс Джордан
- Пеггі Сімпсон — покоївка
- Френк Селльєр — шериф Вотсон

## Знімальна група
- Режисер — Альфред Гічкок
- Продюсер — Айвор Монтегю, Майкл Белкон
- Сценарист — Чарлз Беннетт, Елма Ревілл, Джон Гей
- За романом — Джона Бакена
- Оператор — Бернард Навлз
- Композитор — Луї Левай

## Цікаві факти
- Оркестр на початку фільму грає українську народну пісню «Од Києва до Лубен».
- Зйомки проводились в павільйоні студії Lime Grove і на натурі в Шотландії.
- Камео Альфреда Гічкока — людина, яка йде по вулиці і викидає сміття.
- Фільм мав три ремейка — в 1959, 1978 (режисер Дон Шарп) і 2008 (ТБ) роках.
- Роберт Донат і Медлін Керол до зйомок не були знайомі. Перша сцена, де вони знімалися — це коли їхні герої, скуті наручниками, тікають. Гічкок пристебнув їх справжніми наручниками і сказав акторам після зйомок, що загубив ключа. Роберт Донат і Медлін Керол були прикуті одне до одного цілий день і провели його разом.
- В рекламному постері фільму «Молодий і безневинний» було надписано «наступники „39 сходинок“».